# Cobubatha grapholithoides
Cobubatha grapholithoides là một loài bướm đêm trong họ Noctuidae.